# Domein Coloma
Het Domein Coloma is een park en kasteeldomein in de Belgische provincie Vlaams-Brabant in de gemeente Sint-Pieters-Leeuw. Op het domein bevinden zich het kasteel van Coloma en de rozentuin. Het kasteelpark is eigendom van de Vlaamse Gemeenschap en wordt beheerd door het Agentschap voor Natuur en Bos.

## Gebouwen
Het grootste gebouw van dit park is het kasteel van Coloma. Het werd reeds tweemaal verbouwd.
Nadat het kasteel in de 16de eeuw dienst had als zetel van Leeuw, werd Charles-Vital de Coloma in het midden van de 18de eeuw eigenaar van het kasteel. Dit kwam door zijn huwelijk met barones Eugenia Roose. Hij liet het gebouw helemaal verbouwen van versterkte burcht naar een 18de-eeuws kasteel. Wat hij wel behield aan het kasteel was het water eromheen. Het kasteel en het gehele domein bleef in het bezit van deze familie tot de dood van gravin Antoinette, de kleindochter van Jean-Marie van der Dilft de Borghvliet in 1947.
De gemeente Sint-Pieters-Leeuw kocht het toen vervallen kasteel op in 1984. Het gemeentelijk cultureel centrum werd er na grondige restauratie gevestigd. De brugleuning van het kasteel werd gebouwd door de Belgische beeldhouwer Patrick Crombé.
Andere bouwwerken zijn de taverne "De Koetsier", die in 1731 als koetshuis gebruikt werd, en het rozenmuseum (het vroeger tuinpaviljoen) met uitleg over de geschiedenis en de bouw van de roos. Recentelijk werd het park uitgebreid en werd de bibliotheek Landhuis de Viron toegevoegd.

## Rozentuin

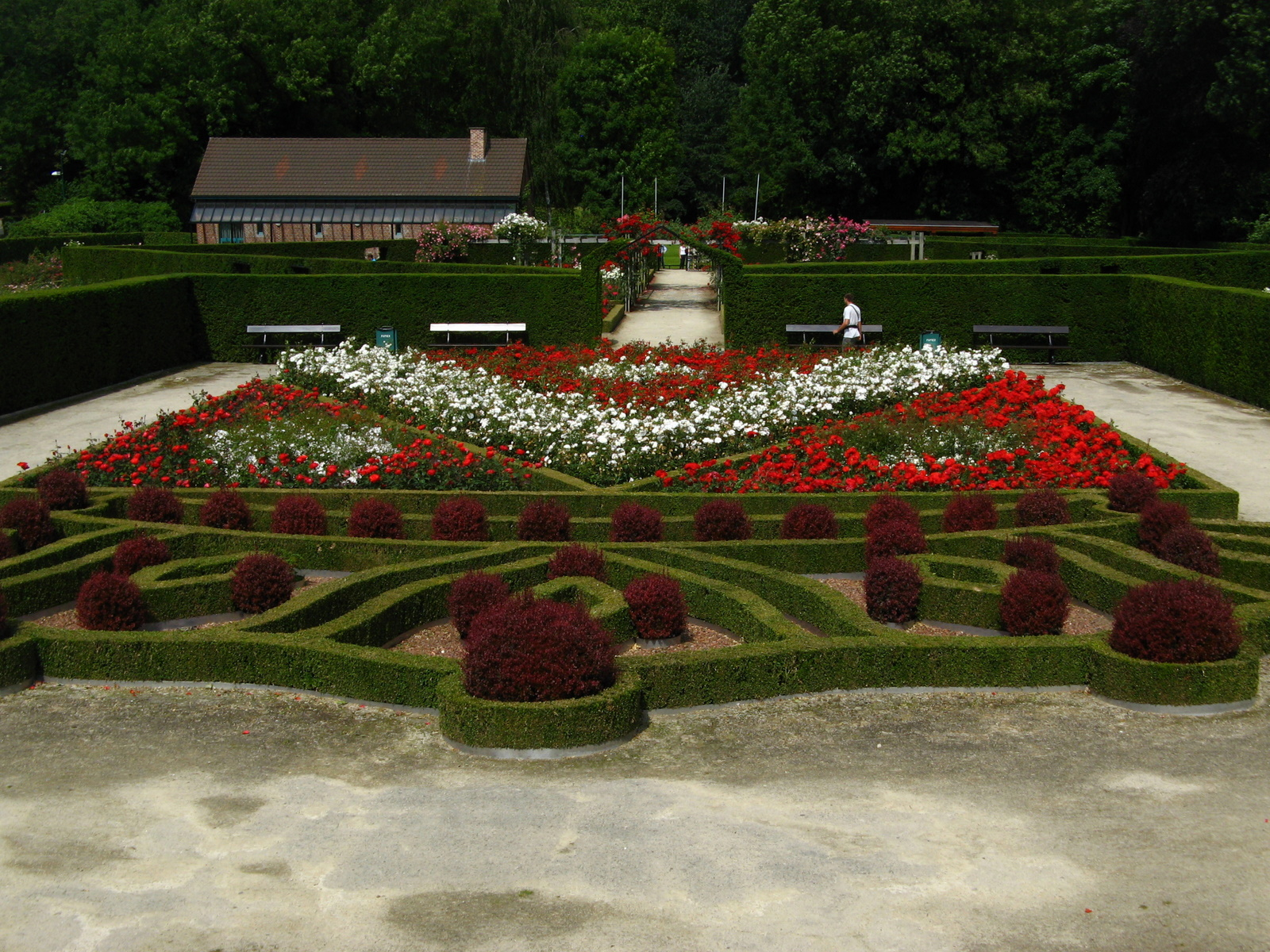
Rozentuin

De rozentuin van Coloma is de grootste van Europa en is relatief recent. Het was Marcel Vossen (geb. 1947) van het Agentschap voor Natuur en Bos die in de jaren 1990 het plan opvatte om in Sint-Pieters-Leeuw een rozentuin aan te leggen. Belangrijke rozentelers zoals Louis Lens, Wilfried Delforge en het ILVO in Melle boden hun meest representatieve variëteiten aan.
De tuin heeft een oppervlakte van 15 hectare. De rozentuin is opgedeeld in 7 delen. Er staan meer dan 3000 verschillende rozenvariëteiten uit 25 verschillende landen. De tuin wordt beheerd door het Agentschap voor Natuur en Bos van de Vlaamse Gemeenschap.
De zeven delen van de tuin zijn:
- De rood-witte rozentuin: De rood-witte rozentuin is aangelegd in 1995. Het bestaat uit witte en rode rozen. Deze kleuren verwijzen naar de gemeente en baronie. Men maakt gebruik van tuinkamers waarin de rozen tentoongesteld worden. Hierdoor worden geometrische figuren gevormd. De witte en rode rozen beelden het wapenschild van de familie Roose af. De familie Roose zijn de voormalige bewoners van het Coloma kasteel.

- De Vlaamse rozentuin: De Vlaamse rozentuin dateert van 1996. In dit deel van de rozentuin staan de rozen van de 40 Vlaamse rozenveredelaars. De bekendste hiervan is Louis Lens. Opmerkelijk aan deze tuin is dat er centraal een prieel staat. Dit is bedekt met een mantel van leilinden.
- De oude rozentuin: De oude rozentuin werd voor het eerst geopend in 2000. Het geeft een chronologische evolutie weer van de roos. Er zijn 710 verschillende soorten rozen aanwezig.  Deze verschillende rozen zijn ontstaan en veredeld voor 1950. Merkwaardig aan deze tuin is dat er centraal resistente rozen staan. Deze rozen, van recentere datum, hebben niet veel onderhoud nodig om te overleven. Ze zijn namelijk zeer resistent tegen ziektes en aantasting.
- De internationale rozentuin: De internationale rozentuin werd voor het eerst openbaar in 2000. Het is de grootste rozentuin van de zeven. De rozen in deze tuin zijn afkomstig van verschillende landen over de hele wereld. Ook hier worden de rozen gegroepeerd in tuinkamers per land.
- De stamrozentuin: In deze rozentuin staan stamrozen. Deze werden geplant in de lente van 2004. Er staan maar liefst 300 à 400 stamrozen gegroepeerd. Ze staan langs het pad dat leidt naar de ingang van het Rozenmuseum. Dit Rozenmuseum geeft een kijk op de collectie van rozen in Coloma.
- De Japanse rozentuin: De Japanse rozentuin werd geopend in 2009. In deze rozentuin staan meer dan 150 variëteiten rozen van Japanse origine. Het oppervlak van de rozen is een halfrond met stralen. Dit verwijst naar het ‘land van de rijzende zon’.
- De Chinese rozentuin: De Chinese rozentuin werd geopend in 2012.

Naast de rozentuin is er ook de Rozenboomgaard. Dit fruitbomenarboretum werd aangelegd in de jaren 1980. In deze hoogstamboomgaard staan zo’n 160 fruitbomen. Later werden hier 125 verschillende soorten van klimrozen aan toegevoegd. De bloei van deze Rozenboomgaard is van het voorjaar (bloei fruitbomen) tot de zomermaanden (bloei klimrozen).

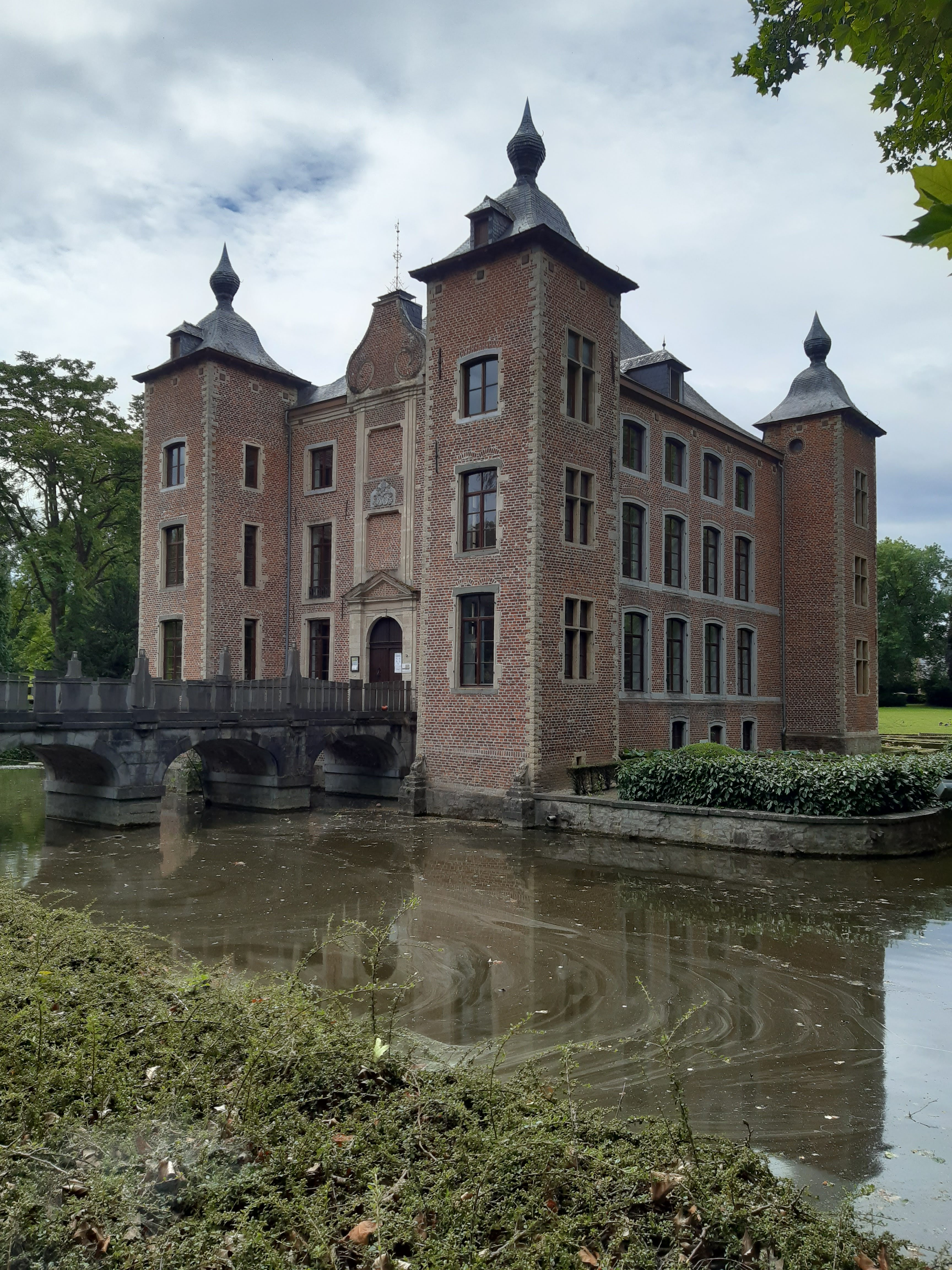
Zicht op het kasteel
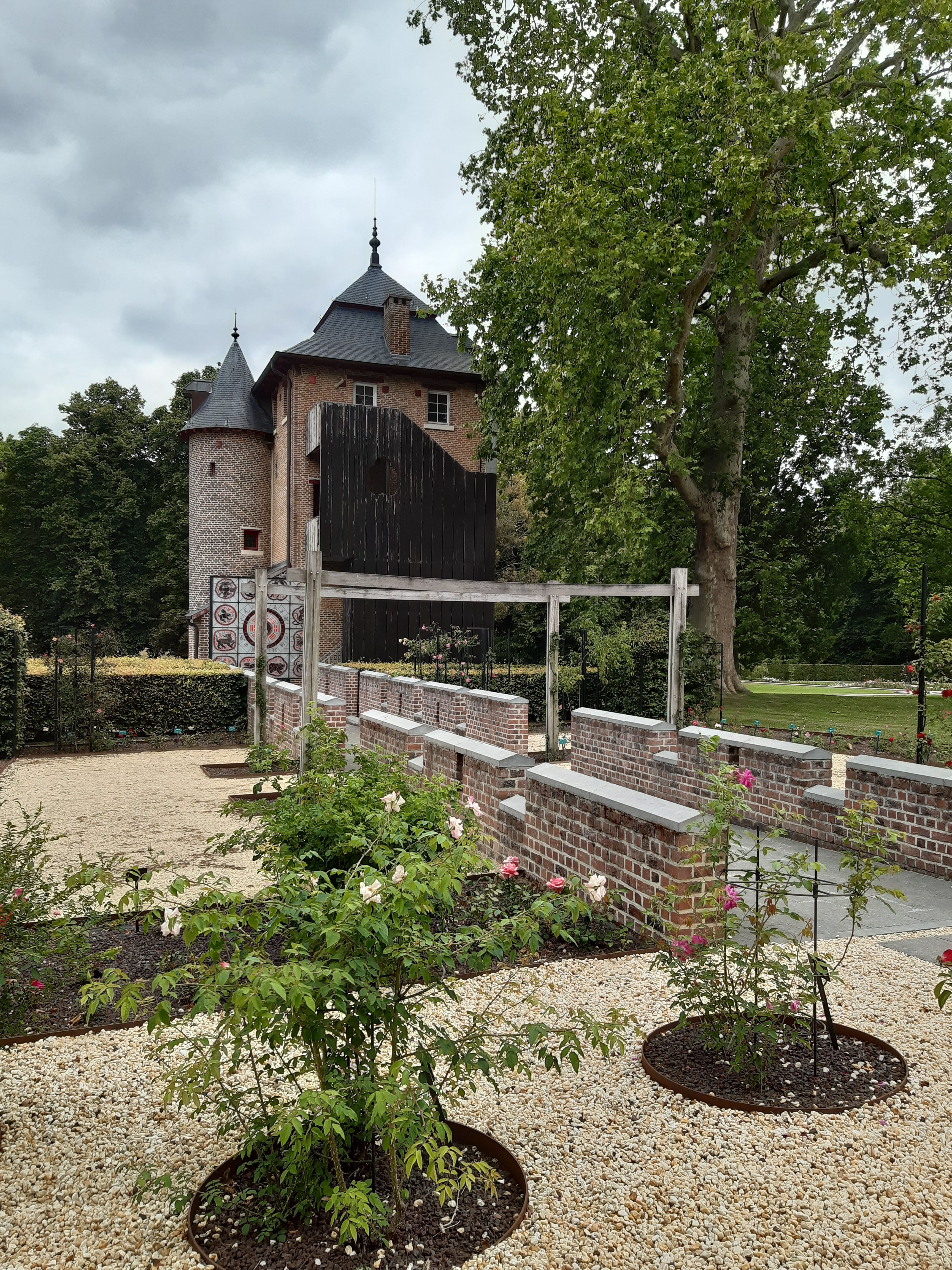
Zicht op het tuinpaviljoen
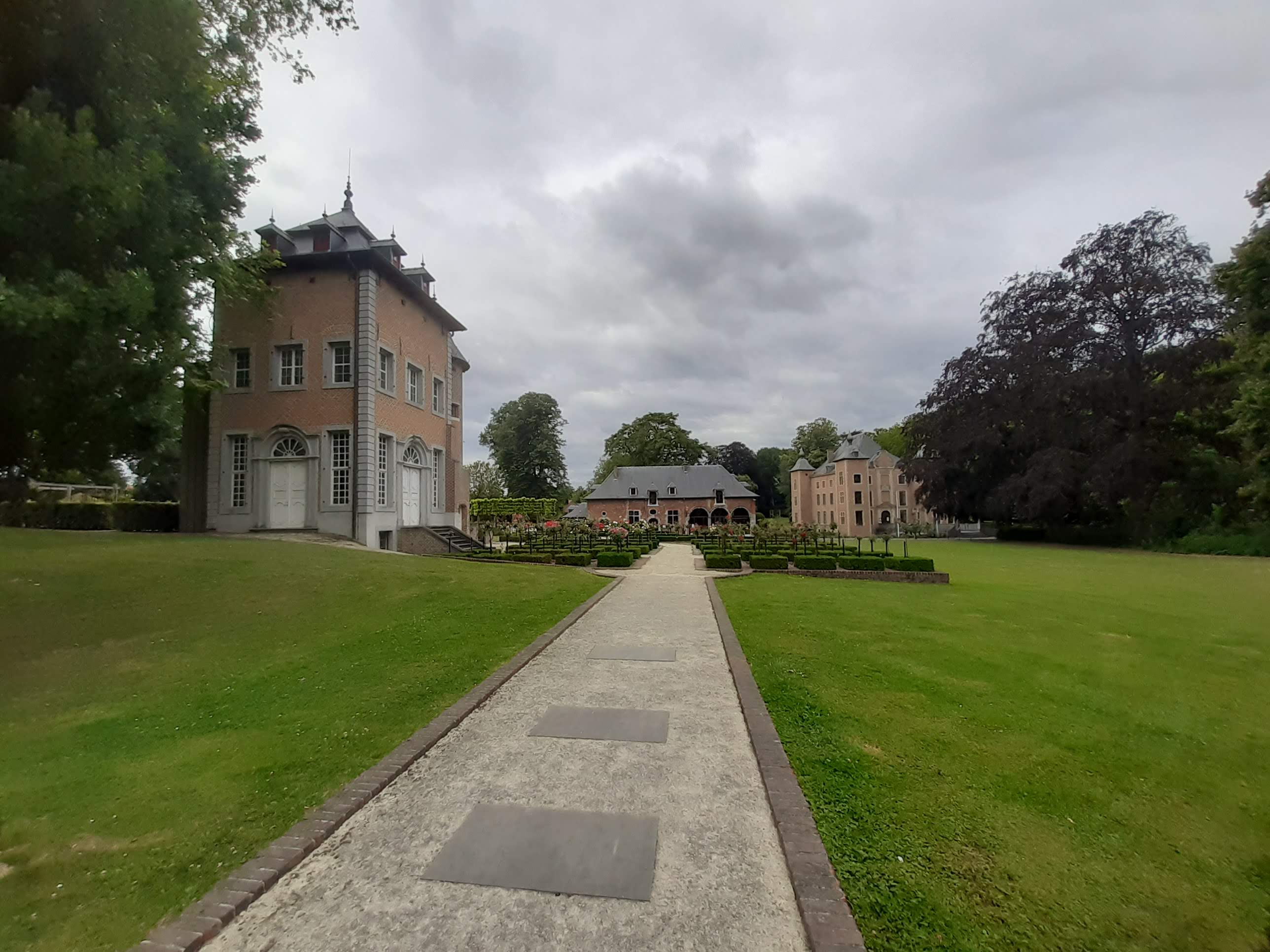
Zicht op het tuinpaviljoen
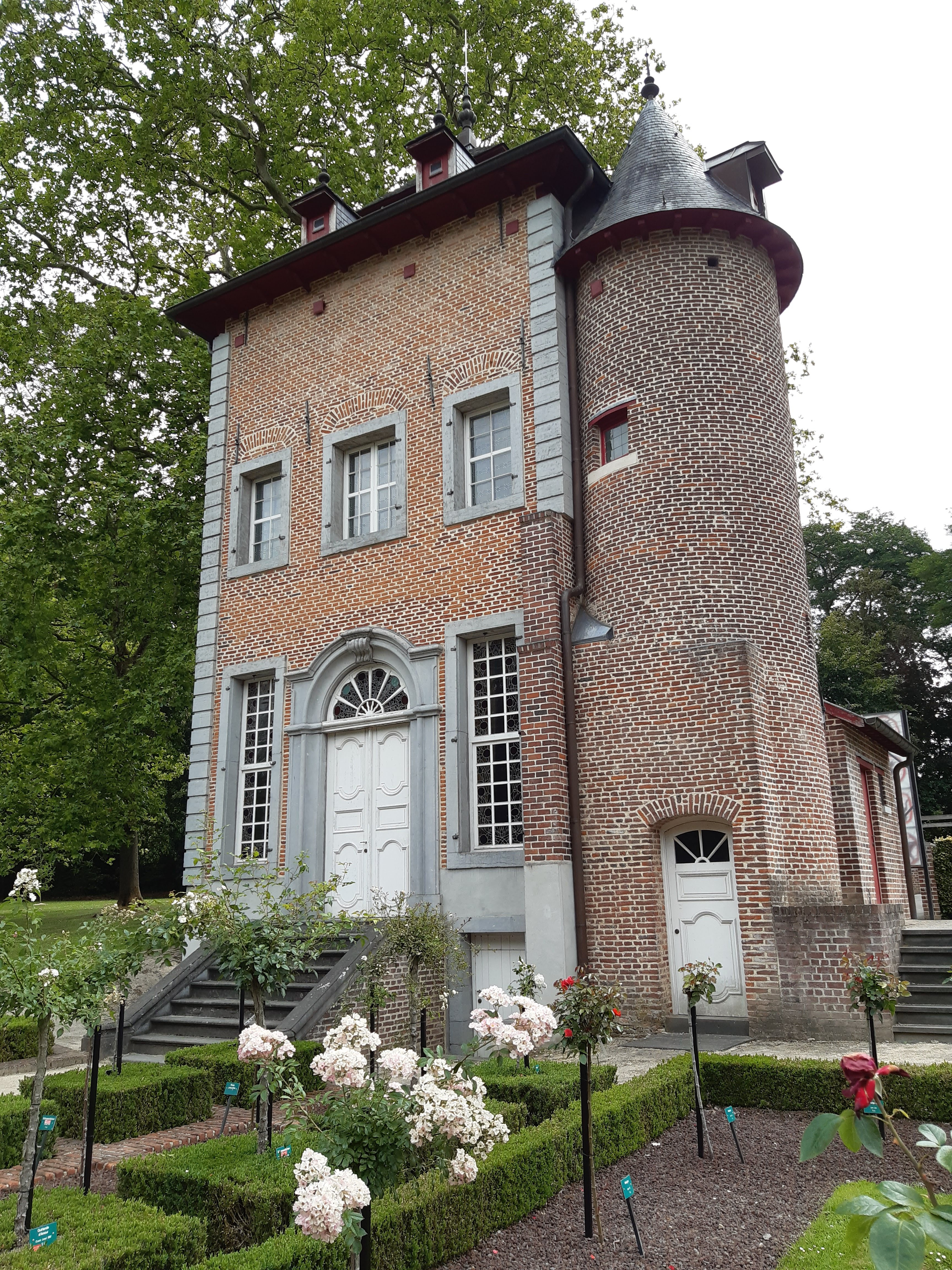
Zicht op het tuinpaviljoen
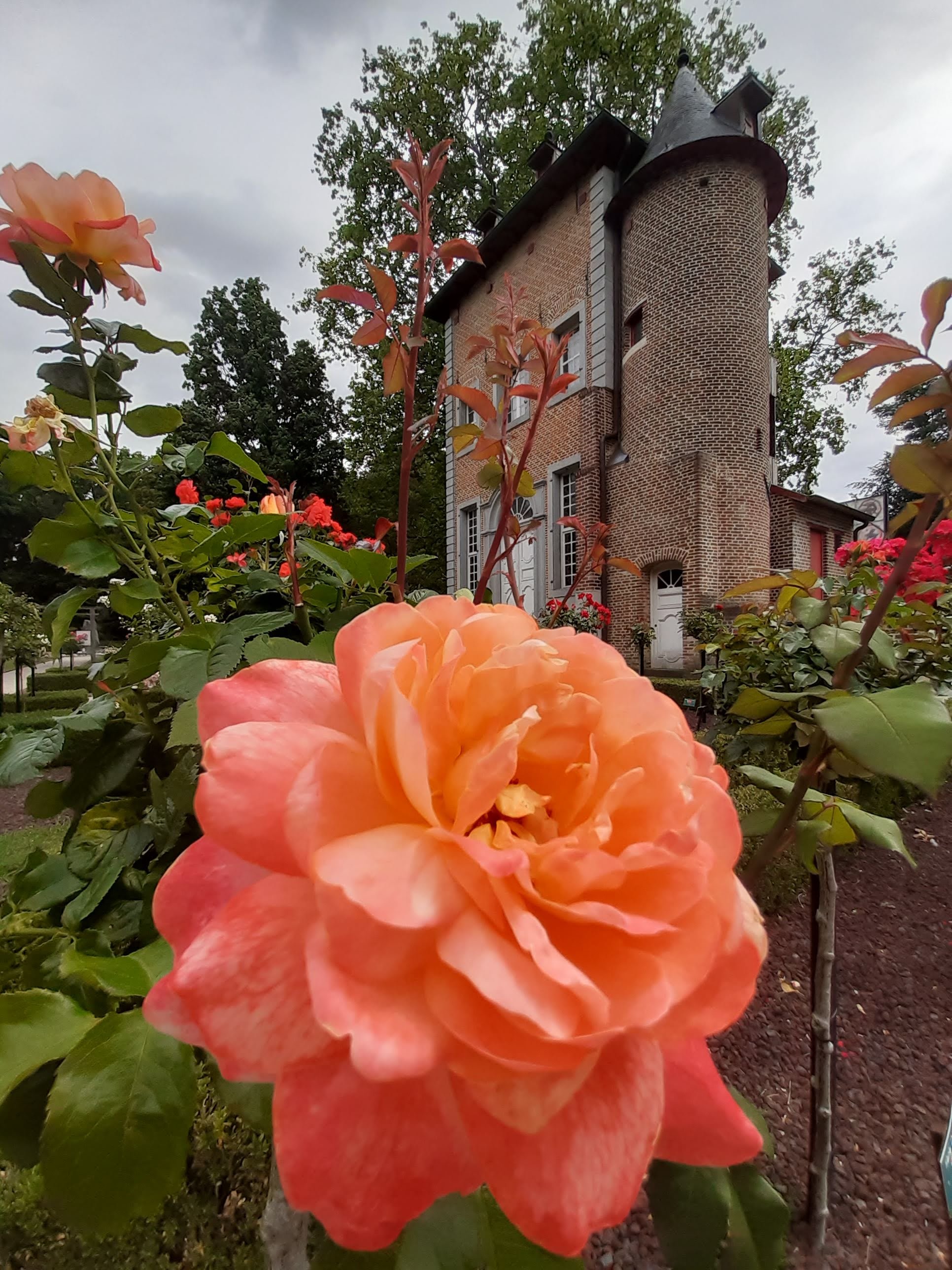
Het tuinpaviljoen met roos op de voorgrond
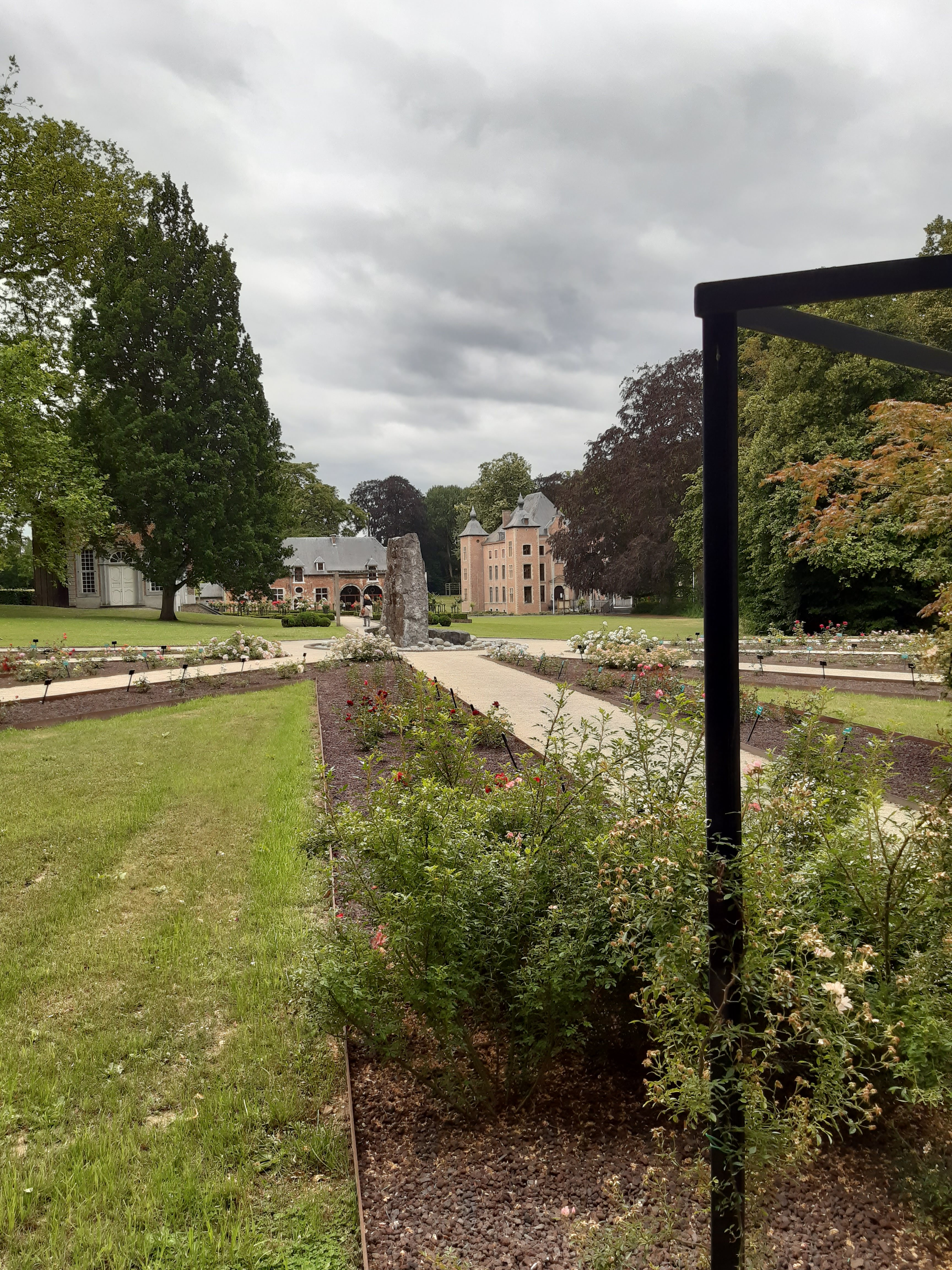
Zicht vanuit de rozentuin op de gebouwen
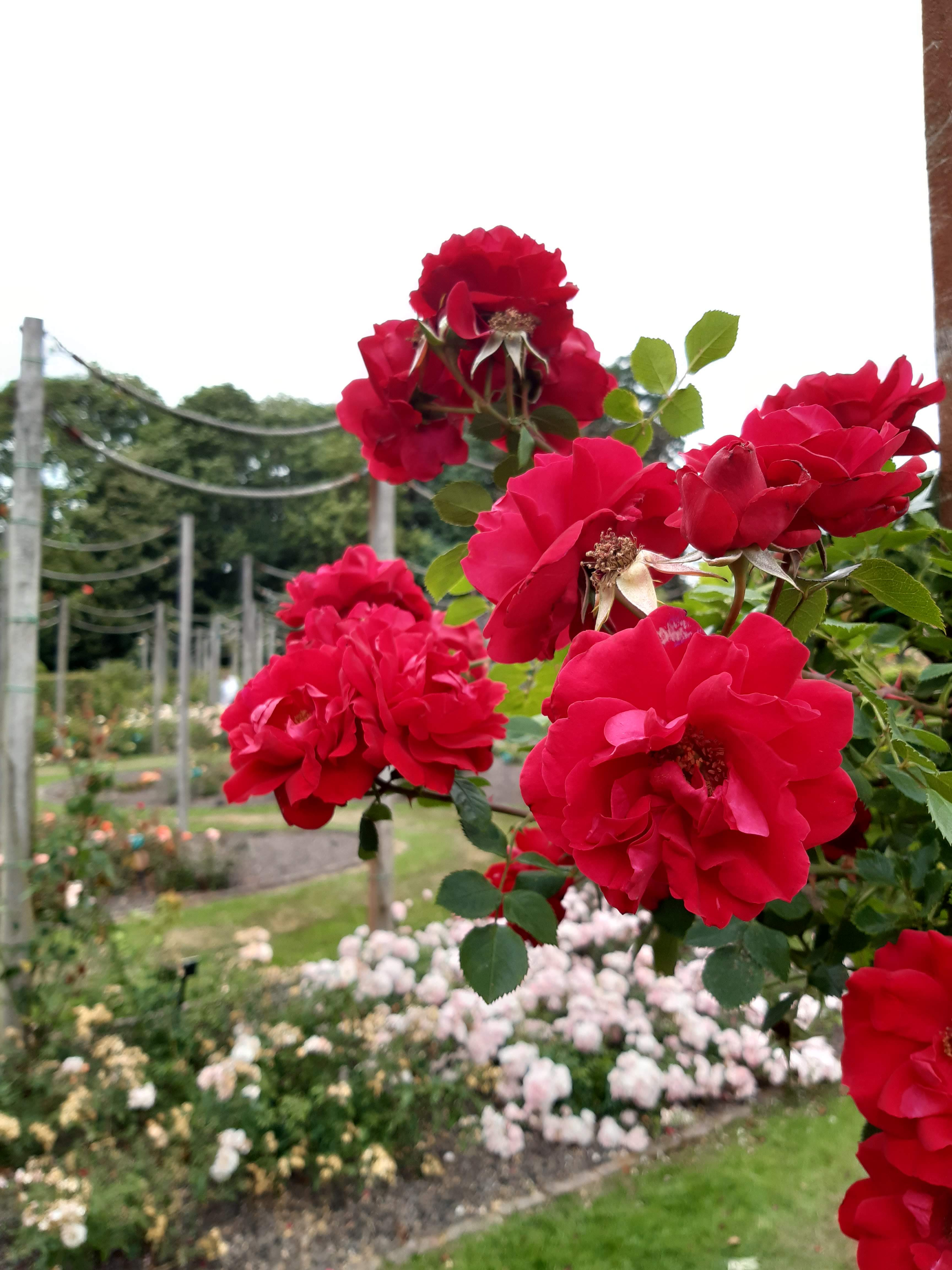
Detail van de rozentuin in boei (juni 2020)
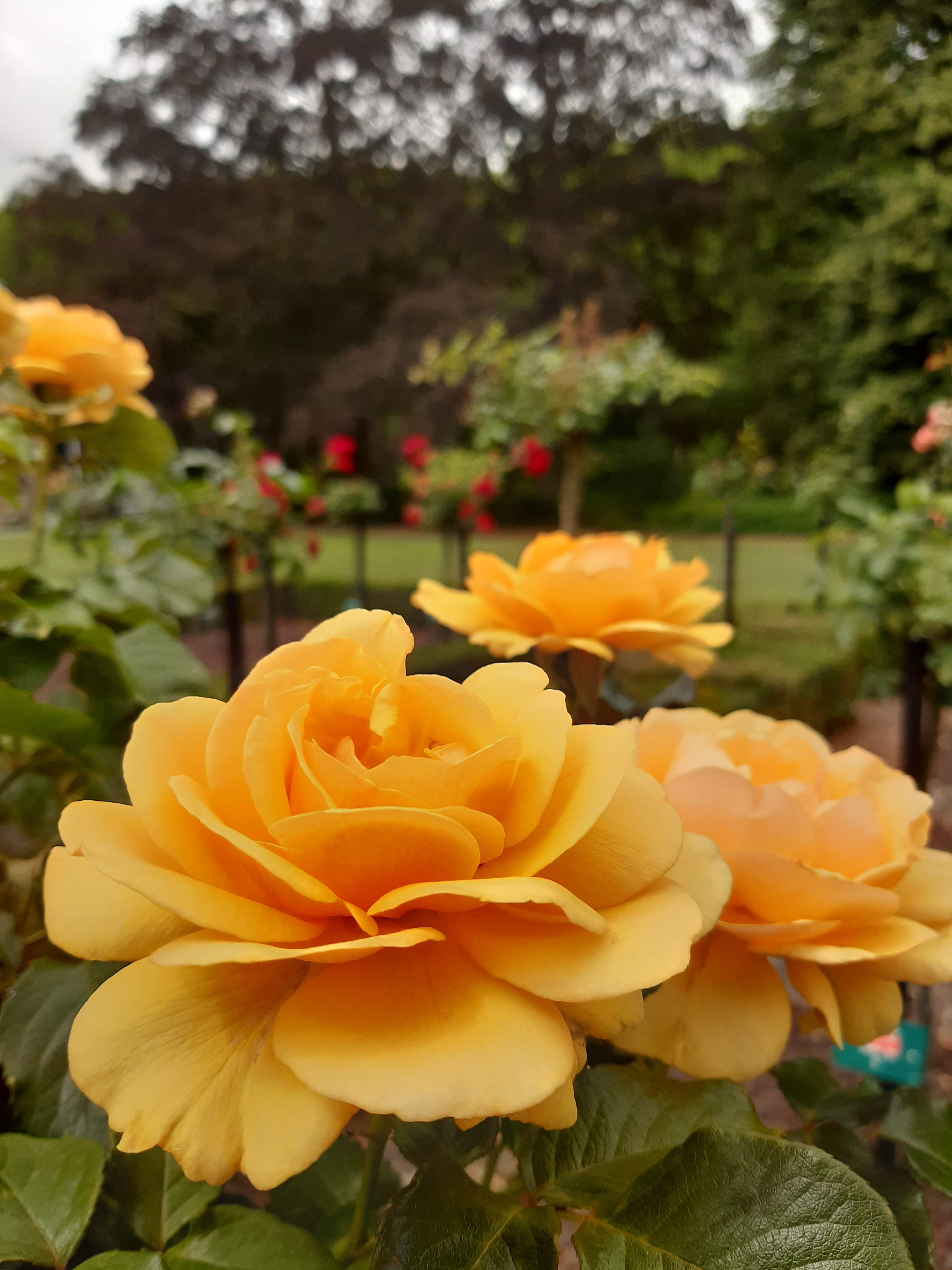
Detail van de rozentuin in bloei
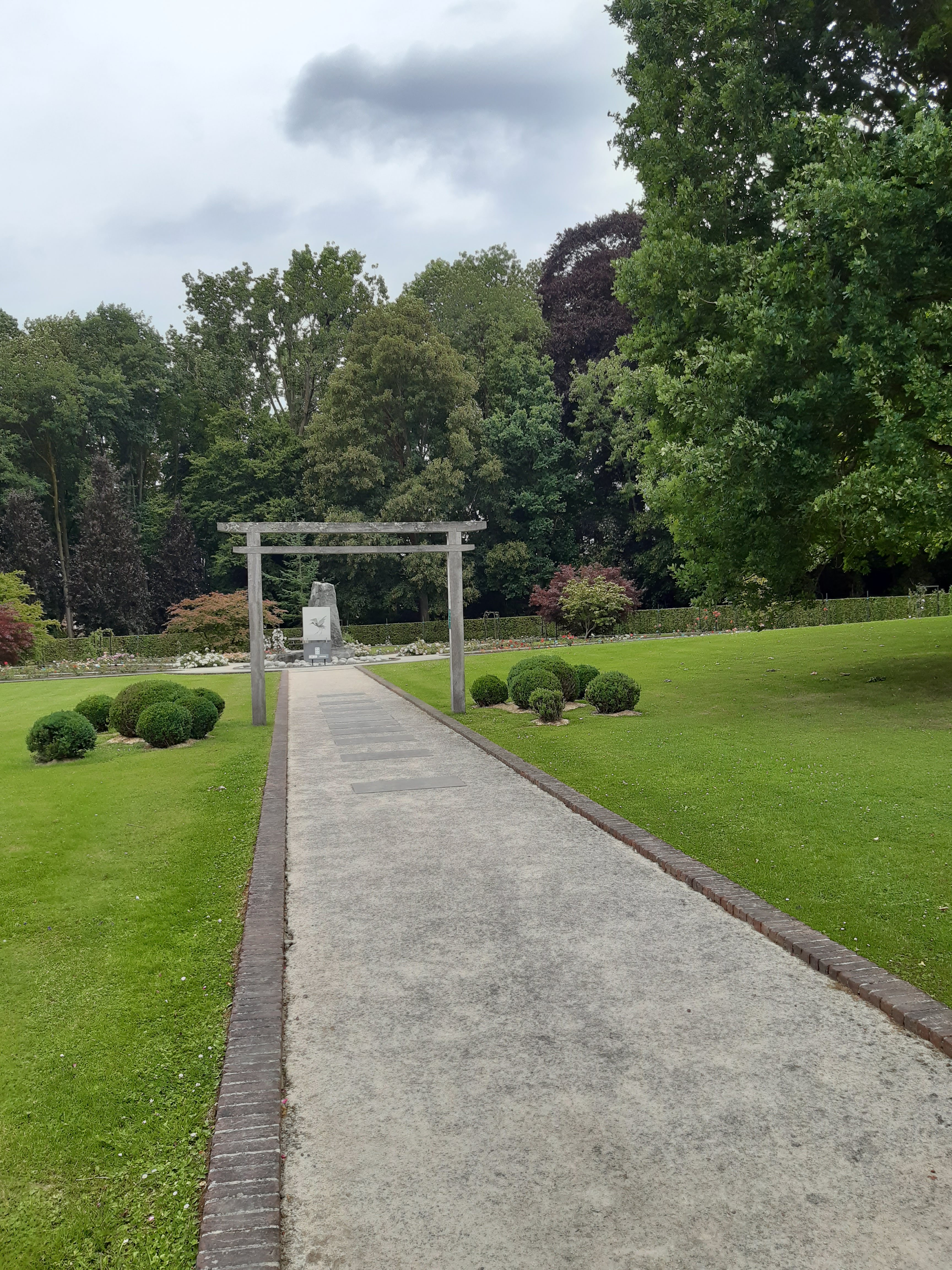
Zicht op de rozentuin: ingang van de Japanse rozentuin